# Musée d'histoire locale de Vähäkyrö
Le musée d'histoire locale de Vähäkyrö (finnois : Vähänkyrön kotiseutumuseo) est un musée situé à Vähäkyrö en Finlande.

## Description
Le musée de Vähänkyrö est situé dans un ancien magasin au bord de la rivière Kyrönjoki. 
L'exposition raconte l'histoire de la vie ancienne et est répartie en différents thèmes, tels que la naissance des enfants, la vie spirituelle, l'agriculture et la guerre. 
L'esprit d'entreprise des habitants de Vähäkyrö est visible dans les collections et le musée offre un aperçu complet de l'histoire de Vähäkyrö.
Les objets du musée racontent la vie quotidienne des paysans des temps passés. 
Le musée possède du matériel de pêche, des traîneaux, des outils agricoles et pour les forgerons. 
Une collection particulièrement intéressante présente les équipements de sages-femmes les plus anciennes de Finlande, et l'exposition décrit les naissances du passé. 
La première sage-femme de la région, Hilja Solkela, a travaillé à Vähäskyrö de 1927 à 1958.
L'exposition est complétée par les objets des années 1950, des hochets, des livres pour enfants et des berceaux.